# Gaultheria
Gaultheria Kalm ex L., 1753 è un genere di piante angiosperme eudicotiledoni della famiglia delle Ericacee.

## Distribuzione e habitat
Il genere è diffuso in Asia, Australasia e nelle Americhe.

## Tassonomia

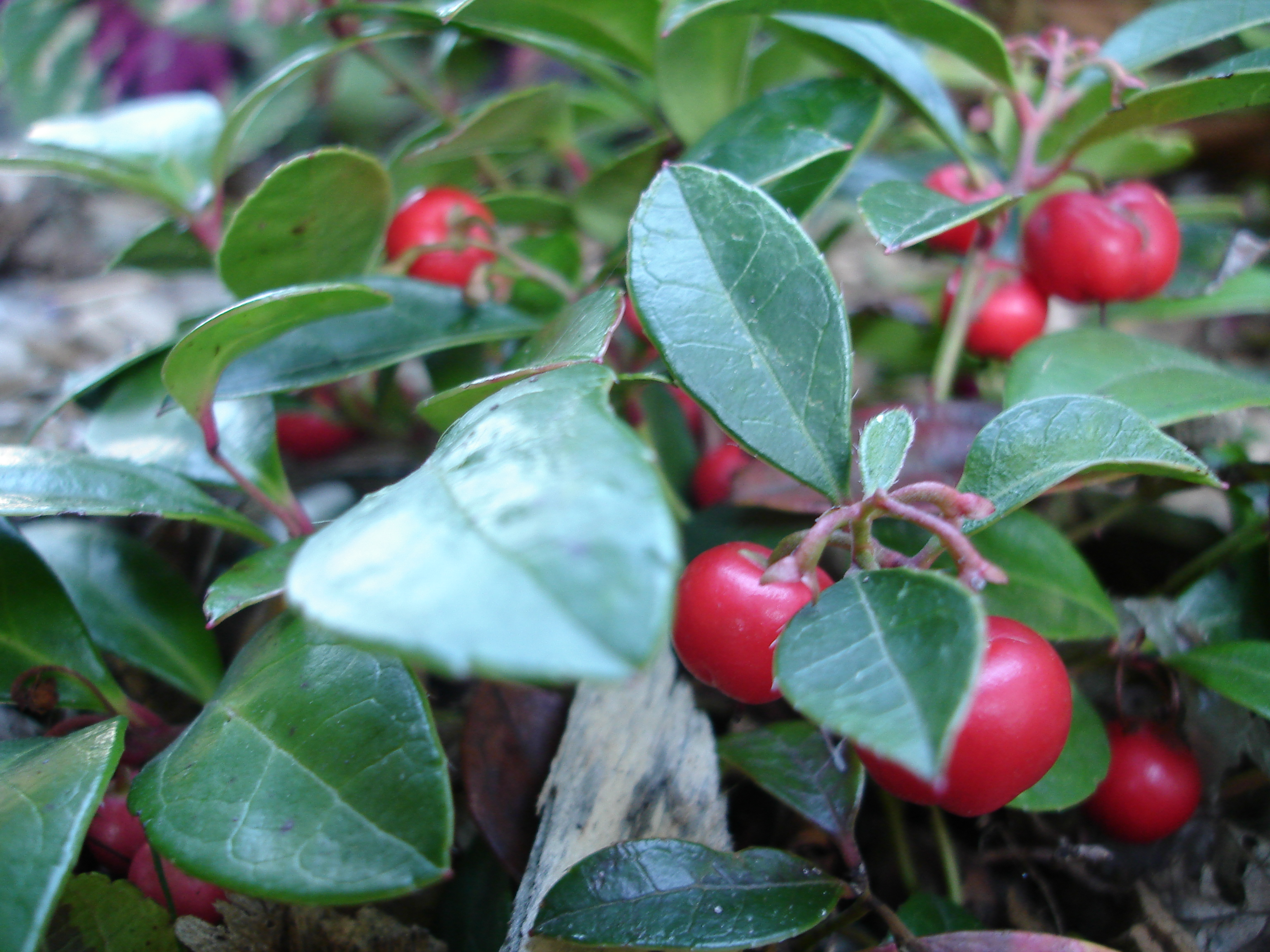
Gaultheria procumbens

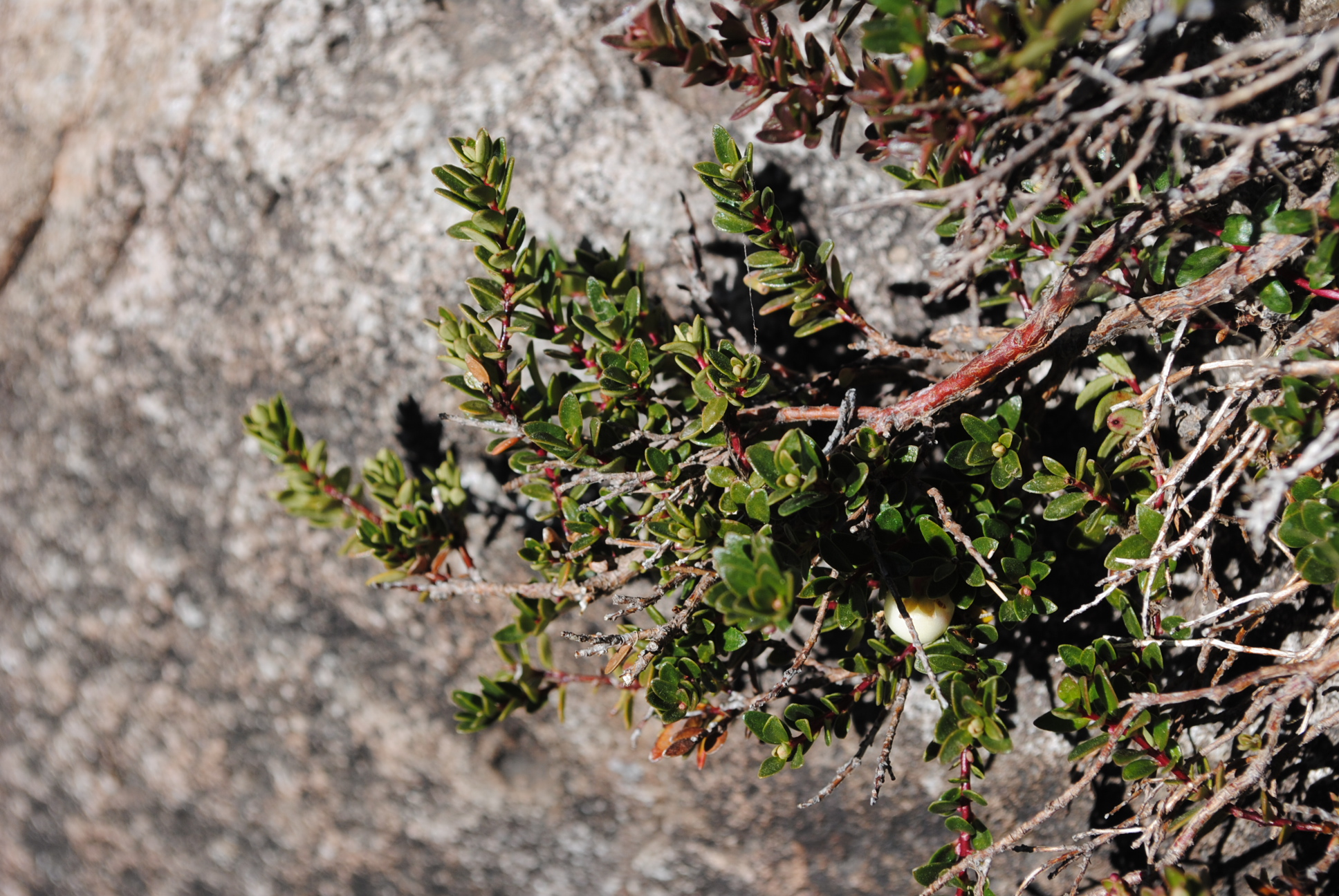
Gaultheria pumila

Il genere comprende le seguenti specie:
- Gaultheria abbreviata J.J.Sm.
- Gaultheria acroleia Sleumer
- Gaultheria acuminata Schltdl. & Cham.
- Gaultheria adenothrix (Miq.) Maxim.
- Gaultheria akaensis S.Panda & Sanjappa
- Gaultheria albiflora (T.Z.Hsu) P.W.Fritsch & Lu Lu
- Gaultheria alnifolia (Dunal) A.C.Sm.
- Gaultheria amoena A.C.Sm.
- Gaultheria anastomosans (Mutis ex L.f.) Kunth
- Gaultheria angustifolia Brandegee
- Gaultheria antarctica Hook.f.
- Gaultheria antipoda G.Forst.
- Gaultheria appressa A.W.Hill
- Gaultheria arfakana Sleumer
- Gaultheria atjehensis J.J.Sm.
- Gaultheria barbulata Sleumer
- Gaultheria berberidifolia Sleumer
- Gaultheria borneensis Stapf
- Gaultheria bracteata (Cav.) G.Don
- Gaultheria bradeana Sleumer
- Gaultheria brevistipes (C.Y.Wu & T.Z.Hsu) R.C.Fang
- Gaultheria bryoides P.W.Fritsch & L.H.Zhou
- Gaultheria buxifolia Willd.
- Gaultheria caespitosa Poepp. & Endl.
- Gaultheria cardiosepala Hand.-Mazz.
- Gaultheria celebica J.J.Sm.
- Gaultheria chiriquensis Camp
- Gaultheria ciliisepala Airy Shaw ex P.W.Fritsch & Lu Lu
- Gaultheria codonantha Airy Shaw
- Gaultheria colensoi Hook.f.
- Gaultheria corvensis (R.R.Silva & Cervi) Romão & Kin.-Gouv.
- Gaultheria crassa Allan
- Gaultheria crassifolia (Airy Shaw) P.W.Fritsch & Lu Lu
- Gaultheria cuneata (Rehder & E.H.Wilson) Bean
- Gaultheria depressa Hook.f.
- Gaultheria dialypetala Sleumer
- Gaultheria discolor Nutt. ex Hook.
- Gaultheria dolichopoda Airy Shaw
- Gaultheria domingensis Urb.
- Gaultheria dumicola W.W.Sm.
- Gaultheria elegans (Phil.) Reiche
- Gaultheria erecta Vent.
- Gaultheria eriophylla (Pers.) Mart. ex Sleumer
- Gaultheria × fagifolia Hook.f.
- Gaultheria foliolosa Benth.
- Gaultheria fragrantissima Wall.
- Gaultheria glaucifolia Hemsl.
- Gaultheria glomerata (Cav.) Sleumer
- Gaultheria gonggashanensis P.W.Fritsch & Lu Lu
- Gaultheria gracilescens Sleumer
- Gaultheria gracilis Small
- Gaultheria griffithiana Wight
- Gaultheria hapalotricha A.C.Sm.
- Gaultheria heteromera R.C.Fang
- Gaultheria hirta Ridl.
- Gaultheria hispida R.Br. - snow berry
- Gaultheria hispidula (L.) Muhl. ex Bigelow
- Gaultheria hookeri C.B.Clarke
- Gaultheria howellii (Sleumer) D.J.Middleton
- Gaultheria humifusa (Graham) Rydb.
- Gaultheria hypochlora Airy Shaw
- Gaultheria insana (Molina) D.J.Middleton
- Gaultheria insipida Benth.
- Gaultheria × intermedia J.J.Sm.
- Gaultheria itatiaiae Wawra
- Gaultheria japonica (A.Gray) Sleumer
- Gaultheria jingdongensis R.C.Fang
- Gaultheria × jordanensis Brade & Sleum.
- Gaultheria kamengiana S.Panda & Sanjappa
- Gaultheria kemiriensis Sleumer
- Gaultheria lanceolata Hook.f.
- Gaultheria lanigera Hook.
- Gaultheria leucocarpa Blume
- Gaultheria linifolia (Phil.) Teillier & R.A.Rodr.
- Gaultheria lohitiensis S.Panda & Sanjappa
- Gaultheria longibracteolata R.C.Fang
- Gaultheria longiracemosa Y.C.Yang
- Gaultheria losirensis Sleumer
- Gaultheria macrostigma (Colenso) D.J.Middleton
- Gaultheria major (Airy Shaw) P.W.Fritsch & Lu Lu
- Gaultheria malayana Airy Shaw
- Gaultheria marginata (N.E.Br.) D.J.Middleton
- Gaultheria marronina P.W.Fritsch & Lu Lu
- Gaultheria marticorenae Teillier & P.W.Fritsch
- Gaultheria megalodonta A.C.Sm.
- Gaultheria minuta Merr.
- Gaultheria mucronata (L.f.) Hook. & Arn.
- Gaultheria mundula F.Muell.
- Gaultheria myrsinoides Kunth
- Gaultheria myrtilloides Cham. & Schltdl.
- Gaultheria notabilis J.Anthony
- Gaultheria novaguineensis J.J.Sm.
- Gaultheria nubicola D.J.Middleton
- Gaultheria nubigena (Phil.) B.L.Burtt & Sleum.
- Gaultheria nummularioides D.Don
- Gaultheria obovata (Airy Shaw) P.W.Fritsch & Lu Lu
- Gaultheria oppositifolia Hook.f.
- Gaultheria oreogena A.C.Sm.
- Gaultheria ovatifolia A.Gray
- Gaultheria paniculata B.L.Burtt & A.W.Hill
- Gaultheria parvula D.J.Middleton
- Gaultheria paucinervia P.W.Fritsch & C.M.Bush
- Gaultheria pernettyoides Sleumer
- Gaultheria phillyreifolia (Pers.) Sleumer
- Gaultheria poeppigii DC.
- Gaultheria praticola C.Y.Wu
- Gaultheria procumbens L.
- Gaultheria prostrata W.W.Sm.
- Gaultheria pseudonotabilis H.Li ex R.C.Fang
- Gaultheria pullei J.J.Sm.
- Gaultheria pumila (L.f.) D.J.Middleton
- Gaultheria purpurascens Kunth
- Gaultheria purpurea R.C.Fang
- Gaultheria pyrolifolia Hook.f. ex C.B.Clarke
- Gaultheria pyroloides Hook.f. & Thomson ex Miq.
- Gaultheria racemulosa (DC.) D.J.Middleton
- Gaultheria rengifoana Phil.
- Gaultheria reticulata Kunth
- Gaultheria rigida Kunth
- Gaultheria rupestris (L.f.) R.Br.
- Gaultheria salicifolia Phil.
- Gaultheria santanderensis A.C.Sm.
- Gaultheria schultesii Camp
- Gaultheria sclerophylla Cuatrec.
- Gaultheria semi-infera (C.B.Clarke) Airy Shaw
- Gaultheria serrata (Vell.) Kin.-Gouv. ex Luteyn
- Gaultheria × serrulata Herzog
- Gaultheria seshagiriana Subba Rao & Kumari
- Gaultheria setulosa N.E.Br.
- Gaultheria shallon Pursh
- Gaultheria sinensis J.Anthony
- Gaultheria sleumeri Smitinand & P.H.Hô
- Gaultheria sleumeriana Kin.-Gouv.
- Gaultheria solitaria Sleumer
- Gaultheria stapfiana Airy Shaw
- Gaultheria stenophylla P.W.Fritsch & Lu Lu
- Gaultheria stereophylla A.C.Sm.
- Gaultheria steyermarkii Luteyn
- Gaultheria straminea R.C.Fang
- Gaultheria strigosa Benth.
- Gaultheria subcorymbosa Colenso
- Gaultheria suborbicularis W.W.Sm.
- Gaultheria taiwaniana S.S.Ying
- Gaultheria tasmanica (Hook.f.) D.J.Middleton
- Gaultheria tenuifolia (Phil.) Sleumer
- Gaultheria tetracme (Airy Shaw) P.W.Fritsch & Lu Lu
- Gaultheria tetramera W.W.Sm.
- Gaultheria thymifolia Stapf ex Airy Shaw
- Gaultheria tomentosa Kunth
- Gaultheria trichophylla Royle
- Gaultheria trigonoclada R.C.Fang
- Gaultheria ulei Sleumer
- Gaultheria vaccinioides Griseb. ex Wedd.
- Gaultheria vernalis Kunze ex DC.
- Gaultheria viridicarpa J.B.Williams
- Gaultheria viridiflora Sleumer
- Gaultheria wardii C.Marquand & Airy-Shaw